# NGC 5100
NGC 5100 = NGC 5106 ist eine Spiralgalaxie vom Hubble-Typ S mit aktivem Galaxienkern im Sternbild Jungfrau auf der Ekliptik. Sie ist schätzungsweise 426 Millionen Lichtjahre von der Milchstraße entfernt und hat einen Durchmesser von etwa 100.000 Lichtjahren. Gemeinsam mit PGC 46603 (auch NGC 5100-2) bildet sie ein gravitativ gebundenes Galaxienpaar.
Im selben Himmelsareal befindet sich u. a. die Galaxie NGC 5080.
Das Objekt wurde zweimal entdeckt; zuerst am 23. Januar 1784 vom deutsch-britischen Astronomen Wilhelm Herschel, der sie dabei mit „faint, very small“ beschrieb und im Register notierte: „Sweep 108, Jan. 23, 1784. A very small and faint neb. s.p. 59 Virginis ... While I looked into the finder to determine its situation I lost it, but shall endeavour to find it another night“. Diese Beobachtung wird als NGC 5106 geführt. Die zweite Entdeckung folgte am 22. März 1865 durch den deutschen Astronomen Albert Marth und wird als NGC 5100 geführt.